# Christlich-Islamische Arbeitsgemeinschaft Marl
1984 schlossen sich Muslime und Christen in Marl zur Christlich-Islamischen Arbeitsgemeinschaft Marl (CIAG Marl) zusammen, um die Völkerverständigung zu fördern. Koordiniert von einem Sprecherkreis arbeitet die CIAG Marl als Nichtregierungsorganisation für interkulturelle und interreligiöse Gemeinwesenarbeit. Die CIAG Marl ist u. a. vernetzt mit Interessierten und Organisationen aus dem Umfeld der drei monotheistischen Religionen, z. B. durch ihre Mitgliedschaft im Koordinierungsrat des christlich-islamischen Dialogs.

## Ziele und Entwicklung
Die Organisation verfolgt drei Ziele:
- die Unterstützung von Begegnungen zwischen den religiösen Gemeinden und ihren Mitgliedern;
- die Förderung interkulturellen Lernens und die Entwicklung von Projekten, die das tolerante Zusammenleben von Schulkindern unterschiedlicher religiöser Herkunft in Bildungseinrichtungen der Region voranbringen;
- Organisation von Veranstaltungen, die den gegenseitigen Respekt, die Völkerverständigung und den Frieden in der Welt fördern.

Die Christlich-Islamische Arbeitsgemeinschaft veranstaltete in den Jahren 1988–1995 das Festival Musik der Juden, Christen und Muslime. Auf der Suche nach alten Formen und gemeinsamen Wurzeln, zusammen mit der Stadt, DITIB, dem Jüdischen Museum Westfalen in Dorsten und der Benediktinerabtei Münsterschwarzach mit Godehard Joppich. Es gab die Themen:
- Gregorianik. Die Musik der Liturgie des frühen Mittelalters. 1988
- Die Musik der Thora und der Propheten. Sakrale Musik der Synagoge. 1988
- Gesänge der frühen russischen Orthodoxen Kirche. 1992
- Islam: Mystische Gesänge & Koran-Rezitation. 1993
- Abschluss: Alte Musik der Juden, Christen und Muslime. 1995. Schirmherr: Yehudi Menuhin

Gemeinsam mit der Stadt Marl und allen Marler Schulen wird regelmäßig um den 21. März herum der Internationale Tag zur Beseitigung der Rassendiskriminierung nach dem Aufruf der UNO gestaltet.
Seit dem Herbst 2001 findet jedes Jahr in Marl ein Abrahamsfest statt, in Zusammenarbeit mit den Kirchen und Moscheen, mit der Jüdischen Kultusgemeinde Recklinghausen, dem Integrationsrat Marl und der politischen Gemeinde Marl. Dieses Fest fördern das Bistum Münster und die Evangelische Kirche von Westfalen, der islamische DITIB in Köln, das Bundesland Nordrhein-Westfalen sowie die Gewerkschaft Erziehung und Wissenschaft GEW Marl. Hier werden in Vorträgen, Ausstellungen u. a. die Gemeinsamkeiten der drei abrahamitischen Weltreligionen für das regionale Zusammenleben deutlich gemacht, mit Programmen von Kindern, Jugendlichen, Schulen und Erwachsenen, und auch mit Feiern gemeinsam mit allen Generationen.
Außerdem ist das Projekt CIAG in anderen Initiativen in der Stadt Marl und von Marler Schulen in der vernetzenden Stadtteilarbeit engagiert, zum Beispiel mit weiteren Partnern in Kunterbuntes Chamäleon (KBC) als einer Schnittstelle zwischen Schule und Freizeit. In der CIAG Marl gibt es drei eigenständige Frauengruppen, die u. a. Fragen der Frauenrechte in den Religionen erörtern.
Auf Einladung der CIAG Marl besuchte Johannes Rau anlässlich des 1. Abrahamfestes Ende 2001 die Fatih-Moschee Marl; es handelte sich um den ersten Besuch eines Bundespräsidenten in einer islamischen Kultstätte in Deutschland. Auf Initiative der CIAG Marl wurde im September 2007 in der Nähe des Rathauses Marl der erste „Abrahams-Baum“ gepflanzt, eine Libanon-Zeder. Dieser Baum, der Jahrhunderte alt wird, ist ein Symbol des Friedens.
Zur selben Zeit wurde in der örtlichen Moschee mit Zeitzeugen jüdischer Herkunft das Gespräch gesucht:
- 2006 mit dem Holocaust-Überlebenden Rolf Abrahamsohn
- 2007 mit Schwester Johanna Eichmann, Ehrenvorsitzende des Trägervereins zum Jüdischen Museum Westfalen. Sie lebte in der Zeit des Nationalsozialismus versteckt bei den Ursulinen, wurde getauft und versteht sich als ein Mensch mit jüdischem und christlichem Selbstverständnis zugleich.

## Überregionale Bedeutung
Die CIAG Marl ist
- Gründungsmitglied im Koordinierungsrat des christlich-islamischen Dialogs (KCID)
- Initiator jährlicher Abrahamsfeste, siehe folgenden Abschnitt
- Kooperationspartner von „MELEZ.08 - Brücken“, einem Festival der Kulturen im Rahmen der Europäischen Kulturhauptstadt RUHR.2010 als Projekt des Evangelischen Kulturbüros.
- Kooperationspartner der Islamisch-Theologischen Fakultät der Universität Ankara,[5] der Stadt Giresun und der britischen Kulturvereinigung „Soul of Europe UK“.[6]
- Sie ist vertreten in der Arbeitsgemeinschaft Religion und Integration (ARI) in NRW.[7]
- Mitwirkende in der bundesweiten Aktion "Weisst du, wer ich bin?", gebildet von der Arbeitsgemeinschaft Christlicher Kirchen in Deutschland (ACK) aus verschiedenen Konfessionen, dem Zentralrat der Juden in Deutschland, dem Zentralrat der Muslime in Deutschland (ZMD) und der Türkisch-Islamischen Union der Anstalt für Religion, DITIB.[8]
- Die Arbeitsgemeinschaft war neben anderen initiativ bei der "Abraham-Karawane", einer Kunstaktion im Rahmen des Projekts "Engel der Kulturen" der Künstler Gregor Merten und Carmen Dietrich, mit der die drei Kulturhauptstädte Europas im Jahr 2010, das Ruhrgebiet, das ungarische Pécs und Istanbul, öffentlich symbolisch miteinander verbunden wurden, um zur Verständigung beizutragen.[9]
- Mit "Soul of Europe"[10] unterstützt die CIAG seit 2011 das Zwölf-Städte-Netz-in-Europa "Justice - Espoir - Frieden", zur Überwindung von Islamfeindlichkeit, Antijudaismus und Terrorismus.[11]
- Im April 2012 startete die CIAG das Projekt Phönix fliegt! Ruhrgebiet und türkische Schwarzmeer-Region Hand in Hand für Kooperationen von Wirtschaftsverbänden, Firmen, Schulen, Jugendorganisationen und für Interkulturalität, das sie mit weiteren Partnern aus den beiden Regionen, z. B. aus Giresun, fördert.

## Das Abrahamsfest
Die CIAG veranstaltete von 2001 bis 2023 zusammen mit ihren regionalen Partnern, den örtlichen Kirchen, der Fatih-Moschee Marl und der Jüdischen Kultusgemeinde Kreis Recklinghausen, unterstützt durch die Stadt Marl und Schulen, jährlich im Herbst und Frühwinter ein Abrahamsfest, um die Gemeinsamkeiten für die Öffentlichkeit hervorzuheben sowie das gegenseitige Kennenlernen und die Vernetzung der Religionen zu fördern. Dafür wurden international bekannte Personen als Referenten gewonnen, so etwa 2010 Paul Oestreicher. Die Stadt Marl richtete bei dieser Gelegenheit als Abschluss ein „Gastmahl“ im Rathaus ein.

## Auszeichnungen
- Die Evangelische Kirche von Westfalen führte in Marl 1992 erstmals eine Konsultation zum Thema „Christen und Muslime begegnen sich“ durch, bei der die CIAG der örtliche Träger war.
- Am 17. März 1994 erhielt die CIAG Marl den „Goldenen Hammer“ des Landesjugendrings NRW.[13]
- Der damalige Generalkonsul der Türkei in Münster, Günes Altan, verlieh der CIAG Marl am 5. März 1997 eine Dankesplakette für zivilgesellschaftliche Aktivität.
- Der Bremer Friedenspreis listete die CIAG Marl 2007 in der Kategorie „Berichte aus der Friedensarbeit: Deutschland“ als eines von 25 „Best practice“-Beispielen. Die Laudatoren beeindruckten vor allem gemeinsame öffentliche Gebete sowie die Erweiterung des ursprünglich christlich-islamischen Dialogs zum „Trialog“ unter Einbezug jüdischer Menschen durch das Abrahamsfest.[14]
- Muhammad-Nafi-Tschelebi-Preis 2009

## Auflösung
Der Konflikt im Nahen Osten spalte auch in Marl die beteiligten Gruppierungen der CIAG. Deshalb finde 2024 - anders als in den 40 Jahren zuvor – kein Abrahamsfest statt. Die konfessionsübergreifende Zusammenarbeit sei unmöglich geworden, so Nazive Güner, Lilia Vishnevetska und Beatrix Ries, die drei Sprecherinnen der CIAG. Obwohl die interreligiöse Arbeit weiter gepflegt werde, löse sich die CIAG als Arbeitsgemeinschaft Ende 2024 auf.